# Альянс Франсез
Альянс Франсез (фр. Alliance française) — культурно-просвітницька некомерційна громадська організація, що здійснює свою діяльність за підтримки Посольства Франції.

## Місія та завдання організації
«Альянс франсез створена з метою розширення культурного різноманіття та заохочення діалогу культур», — Жак Ширак.
Місія організації полягає у поширенні французької мови та культури в усьому світі, в заохоченні діалогу культур.
Завдання Альянс франсез:
- Співробітництво у галузі освіти, мови та культури;
- Поширення французької мови на території діяльності організації;
- Об'єднання всіх охочих підвищити свої знання в царині французької мови і культури Франції.
- Розвиток культурних обмінів, що сприяють зближенню культур.

## Заснування організації «Альянс франсез»
Французька асоціація «Альянс франсез» була заснована у Парижі 21 липня 1883 року за ініціативи відомого дипломата Поля Камбона з метою поширення французької мови у всьому світі і сприяння діалогу культур.   
Вже наступного року відкрилося відділення «Французького Альянсу» в Парижі, до Адміністративної ради якої увійшли Луї Пастре, Ернест Ренан і Жуль Верн.
24 січня 1884 р. постановою Міністерства внутрішніх справ, Асоціація дістала схвалення на свою діяльність.
Офіційною датою заснування «Альянс франсез» вважається 10 березня 1884 — день прийняття її статуту Генеральною Асамблеєю.
Від 1950-х років тривалий час директором «Альянс франсез» був Гастон Може.

## Альянс франсез у світі
На сьогодні, асоціація «Альянс франсез» налічує 1072 представництв у 146 країнах світу, де навчаються близько 500 000 студентів різного віку, та більше 6 мільйонів чоловік задіяні в їх культурній діяльності. Координацію мережі забезпечує Фонд французького альянсу.
Відділення "Альянс франсез" у XXI ст. окрім діяльності з навчання французької мови, виконують і функції культурних центрів, займаючись організацією гастролів театральних колективів та музичних ансамблів з батьківщини Мольєра.
Під патронажем організації запрошені французькі музиканти, актори і хореографи проводять майстер-класи, влаштовують виставки художники, організовуються різного роду конкурси.
У рамках щорічного Свята читання організовуються зустрічі з франкомовними письменниками, проходить тиждень показу французьких фільмів, відзначається свято франкофонії.
«Альянс франсез — Париж» відіграє визначальну роль у діяльності представництв в інших містах усього світу:
- Забезпечує єдність, згуртованість і сталість апарату всієї мережі представництв;
- Відстежує підтримання статуту і громадську діяльність організацій.Ця молода, динамічна, автономна мережа є цариною французької мови та культури

## Альянс франсез в Україні
Альянс франсез [Архівовано 26 квітня 2017 у Wayback Machine.]  створено в Україні у 90-их роках за ініціативи українських франкофілів. На сьогоднішній день мережу Альянсу в Україні представляють дев’ять культурних французьких центрів: два на Заході – у Львові та Рівному, один на Півдні – в Одесі, два в Криму – у Севастополі та Сімферополі, чотири на Сході – у Дніпрі, Запоріжжі, Харкові, Донецьку та Луганську. Це – автономні асоціації, діяльність яких підтримують та координують Міністерство закордонних справ Франції та Паризька фундація Альянс франсез.  

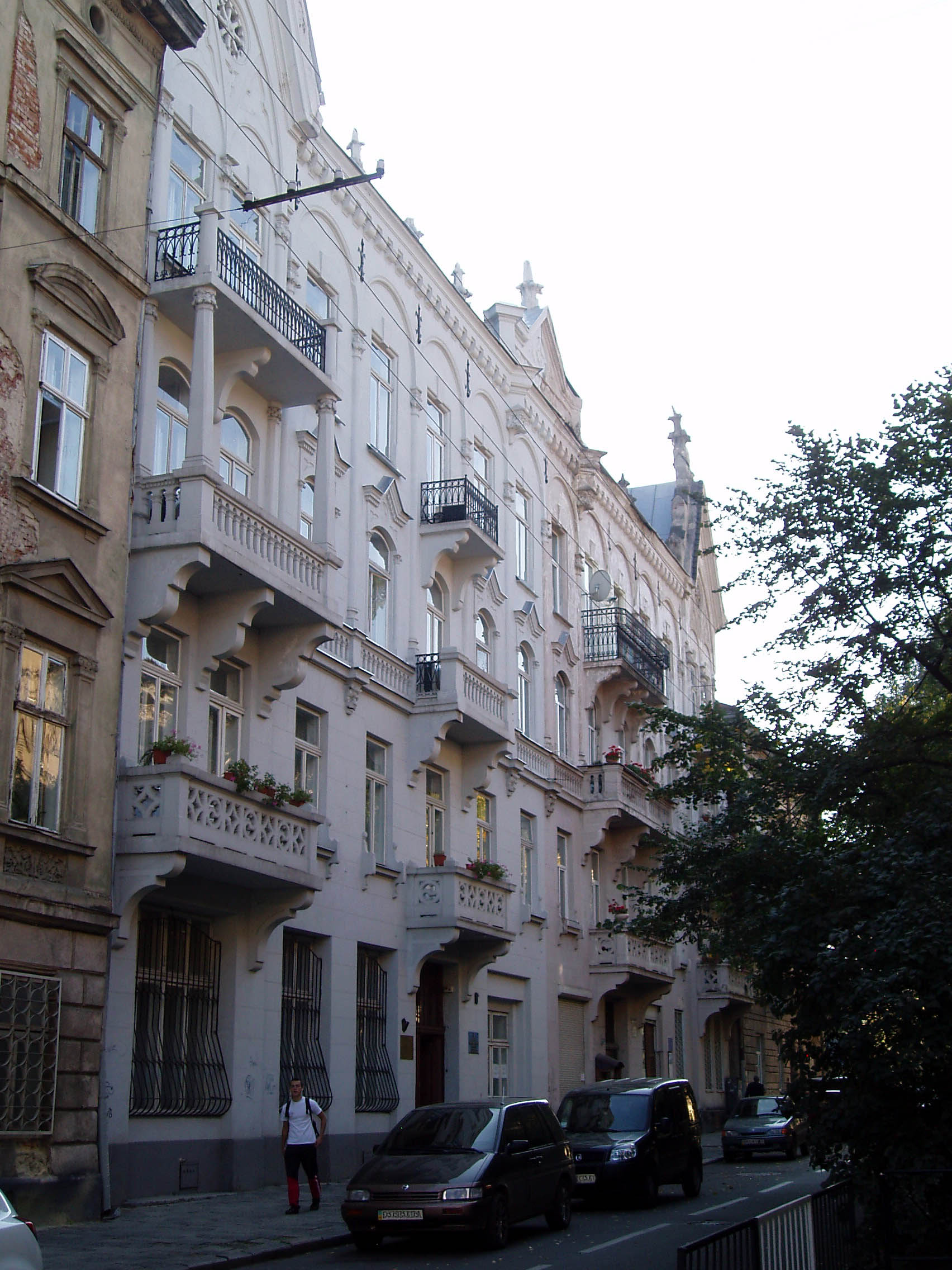
Альянс Франсез у Львові

На всеукраїнському рівні координує діяльність Альянс франсез  - Відділ культури та співробітництва Посольства Франції в Україні, що сприяє підвищенню професійного рівня та модернізації культурних центрів в Україні, допомагають їм виконувати роль представників Посольства у численних місіях та службових завданнях, а саме здійснювати: 
- післядипломну підготовка викладачів, співробітників медіатек та адміністративного персоналу;
- забезпечення освітними матеріалами та матеріалами про культуру Франції;
- організацію роботи центрів зі складання іспитів DELF- DALF- CCIP;
- забезпечення інформацією про сучасну Францію;
- надання інформації про навчання у Франції;
- сприяння щодо культурного обміну та розвитку культурного надбання.

Альянс франсез в Україні пропонують увесь спектр культурних заходів, присвячених французькій мові та франкомовній культури, які проводяться у співпраці з Французьким інститутом в Україні.
Вивчення французької мови в Альянс франсез відбувається під керівництвом викладачів, які пройшли спеціальну підготовку з викладання мови як іноземної та зареєстровані у Європейській базі з викладання мов (CECRL).